# Diocesi di La Imperial
La diocesi di La Imperial (in latino Dioecesis Civitatis Imperialis) è una diocesi soppressa e sede titolare della Chiesa cattolica.

## Storia
La diocesi di La Imperial, corrispondente all'odierna città di Carahue, fu eretta in seguito all'evangelizzazione, da parte degli spagnoli, del Cile. Fu eretta due anni dopo dell'erezione della diocesi di Santiago del Cile (oggi arcidiocesi).
Il fiume Maule segnava il confine tra le due diocesi.
Nel 1603 la sede vescovile fu traslata a Penco e la diocesi assunse il nome di diocesi di Concepción (oggi arcidiocesi).
Dal 2001 La Imperial è annoverata tra le sedi vescovili titolari della Chiesa cattolica; dal 5 aprile 2024 il vescovo titolare è Henry Joseph Balzan, vescovo ausiliare di La Serena.

## Cronotassi dei vescovi titolari
- Ricardo Ezzati Andrello, S.D.B. (10 luglio 2001 - 27 dicembre 2006 nominato arcivescovo di Concepción)
- Pedro Mario Ossandón Buljevic (4 novembre 2008 - 28 ottobre 2021 nominato ordinario militare per il Cile)
- Henry Joseph Balzan, dal 5 aprile 2024